# 陳宗凱 (岳池知縣)
陳宗凱（？年—？年），湖廣人，縣籍失載，明朝政治人物。
陳宗凱出身不詳。萬曆時，任四川岳池縣知縣，歴官大理寺少卿。